# Estação de Mikawa-Toyota
Estação de Mikawa-Toyota (三河豊田駅, Mikawa-Toyota-eki) é uma estação de trem na cidade de Toyota, província de Aichi. Passam por ela as Linha ferrovia anel de aichi [ja].
A Estação de Toyohashi é a única estação na qual os passageiros podem fazer a troca de trens da linha Ferrovia anel de aichi [ja] (Aikan) sem passar pelas catracas.

## Linhas
- Ferrovia anel de aichi
  -  ■Linha ferrovia anel de aichi [ja] (Aikan)

## História
A Estação Mikawa-Toyota foi inaugurada em 27 de dezembro de 1937 como uma estação da linha ferroviária Okazaki de propriedade privada de Mikawa. A Ferrovia Mikawa foi fundida com a Meitetsu em 1º de junho de 1941, e a Linha Okazaki tornou-se a Linha Meitetsu Okazaki. O nome da estação foi renomeado como Estação Toyota-Jidōsha-mae (トヨタ自動車前駅, Toyota-jidōsha-mae eki) em 1º de outubro de 1959. Em 30 de agosto de 1973, a extensão desta estação para a Estação Koromo foi descontinuada. A estação foi transferida para a Linha Okata da Japan National Railways (JNR) conectando Okazaki com Shin-Toyota em 26 de abril de 1976.
Com a privatização da JNR em 1º de abril de 1987, a emissora passou a ser controlada pela JR Central. A estação foi transferida para o terceiro setor Aichi Loop Railway Company em 31 de janeiro de 1988 e voltou ao seu nome original.

## Plataformas

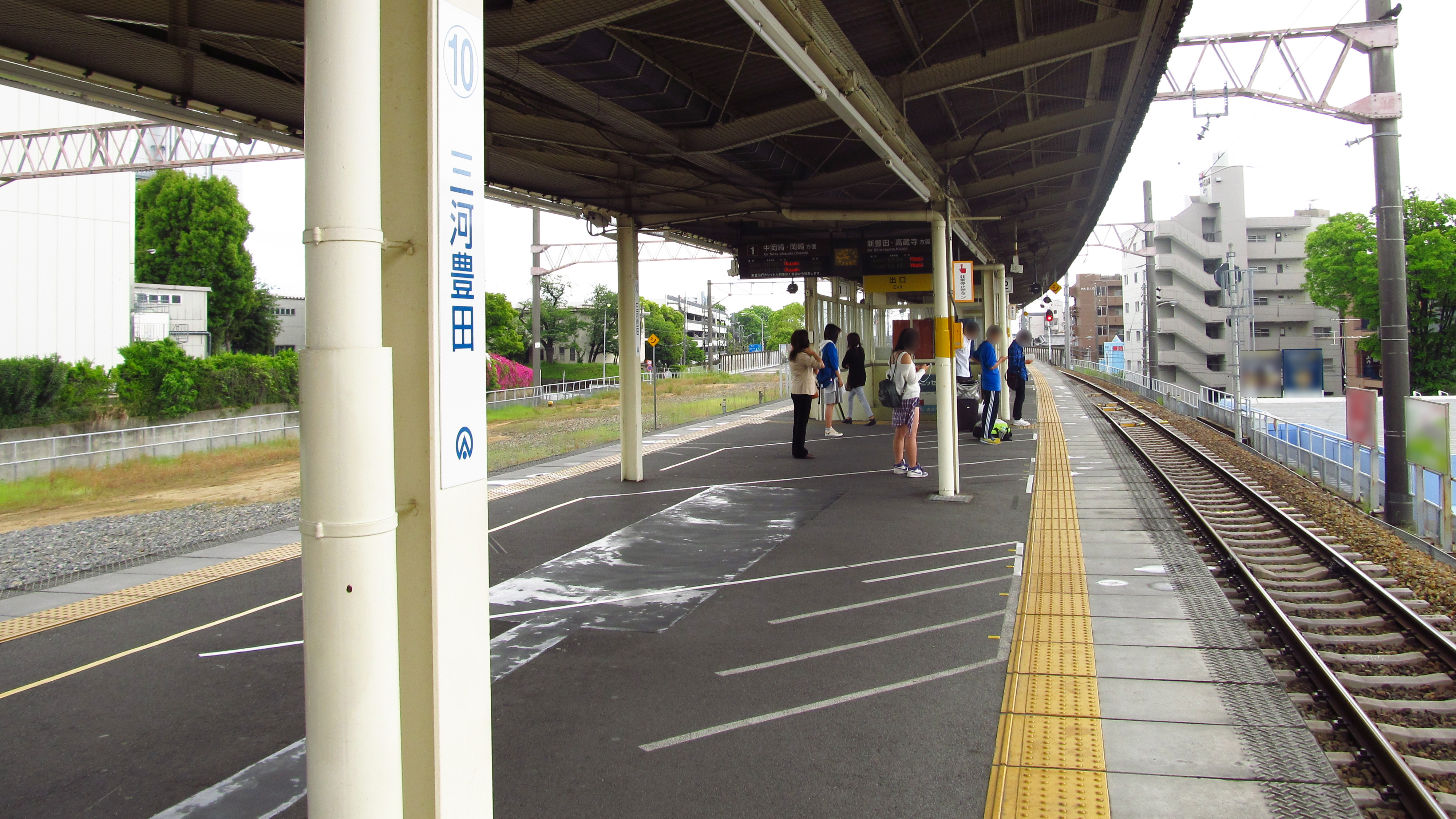
Plataformas

A Estação Mikawa-Toyota consiste em 1 plataforma de ilha elevada que serve duas trilhas.
| Plataformas | Linha                                 | Direção | Destino                             |
| ----------- | ------------------------------------- | ------- | ----------------------------------- |
| 1           | ■Linha ferrovia anel de aichi (Aikan) | Subida  | Para Naka-Okazaki [ja] e Okazaki    |
| 2           | ■Linha ferrovia anel de aichi (Aikan) | Descer  | Para Shin-Toyota [ja] e Kōzōji [ja] |

## Instalações ao redor da estação
- Fábrica da sede da Toyota（Toyotachō [ja]）
- AB Hotel [ja] Mikawa-Toyota
- Domy [ja]
- Escola Primária Toyota Yamanote [ja]
- Sede da Meglia [ja]

## Estações adjacentes
Ferrovia anel de aichi
 ■Linha ferrovia anel de aichi
Estação de Kaizu [ja] - Estação de Mikawa-Toyota - Estação de Sasabara [ja]